# 西比勒·赖因哈特
西比勒·赖因哈特（德語：Sybille Reinhardt，1957年10月20日—），旧姓蒂策（Tietze），德国女子赛艇运动员。她曾代表东德参加1980年夏季奥林匹克运动会赛艇比赛，获得子四人双桨有舵手金牌。